# Maranathakerk w Hadze
Maranathakerk – świątynia kalwińska w Hadze, należąca do Holenderskiego Kościoła Reformowanego.
Budowę kościoła ukończono w 1949 roku. W 2018 roku budynek wpisano do listy zabytków.

## Architektura
Świątynia modernistyczna, trójnawowa, wzniesiona z cegły. Kościół został zaprojektowany przez Ottona Bartninga. Nad głównym wejściem znajduje się rozeta, w dobudówkę z północnej strony świątyni wbudowana jest dzwonnica.